# Certosa di Pavia
Certosa di Pavia je cerkev in samostanski kompleks v Lombardiji v severni Italiji, ki se nahaja 8 km iz mesta  Pavia. Zgrajena med letoma 1396-1495, se je nekoč nahajala na meji velikega lovskega parka v lasti družine Visconti iz Milana, od katerega so danes ostali le posamezni deli. Je med največjimi samostani v Italiji.
Certosa je italijansko ime za samostan meniškega reda kartuzijanov sv. Bruna, ustanovljenega leta 1044 v Grande Chartreuse blizu Grenobla v Franciji. Čeprav so bili kartuzijani v zgodnjih stoletjih znani po svoji odmaknjenosti, askezi in preprostosti njihove arhitekture, je Certosa znana po živahnosti svoje arhitekture, tako v slogu gotike kot renesanse ter po svoji zbirki umetniških del, ki je posebej reprezentativna v regiji.

## Zgodovina
Gian Galeazzo Visconti, dedni gospod in prvi vojvoda Milana, je naročil zgradbo Certose arhitektu Marcu Solariju. Slovesen začetek del in polaganje temeljnega kamna je bilo 27. avgust 1396, kot je razvidno na reliefu na fasadi. Mesto je bilo strateško izbrano na sredini med Milanom in Pavio, drugim mestom Vojvodine, kjer je imel vojvoda tudi svoj dvor.
Cerkev je zadnja zgradba kompleksa, ki bila zgrajena in naj bi bila družinski mavzolej Viscontijev. Zasnovana je bila kot velika struktura z glavno in dvema stranskima ladjama, nenavaden tip za kartuzijanski red. Ladja v gotskem slogu, je bila končana leta 1465.
Od ustanovitve je bila v renesansi razširjena, preostali del zgradbe in tudi nekaj  samostana, pa je bil zgrajen v novem slogu, pod vodstvom Giovanni Solarija in v  nadaljevanju njegovega sina Guineforta Solarija. Solari je nasledil kot direktor del Giovannija Antonia Amadea, (1481-1499). Cerkev je bila posvečena 3. maja, 1497. Spodnji del fasade ni bila končana do leta 1507.
Pogodba o gradbenih delih je obvezovala menihe, da so del prihodkov namenili v korist samostana, da bodo še naprej izboljševali zgradbo. Zato Certosa vsebuje veliko zbirko umetniških del iz vseh stoletjih od 15. do 18.
Leta 1782 so bili kartuzijani po nalogu cesarja Jožefa II. izgnani, in so uspeli leta 1784 Certoso predati cistercijanom in nato v 1789 karmeličankam. V letu 1810 je bil samostan zaprt, dokler ga leta 1843 kartuzijani niso ponovno pridobili. V letu 1866 je bil razglašen za nacionalni spomenik in zaplenjen od italijanske države, čeprav so nekateri benediktinci bivali v njem do leta 1880. Menihi, ki trenutno živijo v samostanu, so cistercijani in so tu od leta 1960.

## Cerkev
Cerkev je zgrajena na tlorisu latinskega križa  z glavno in dvema stranskima ladjama ter transeptom, tipično za gotsko arhitekturo. Kor se konča z apsido. Ta je prekrita s križnorebrastimi oboki na gotskih lokih, podobno, le v manjšem merilu, kot v Milanski stolnici. Oboki so različno okrašeni z geometrijskimi oblikami in zvezdnatim nebom. Transept in glavna kapela se končajo s kvadratnimi kapelami, z manjšimi, polkrožnimi apsidami ob treh straneh.
Fasada cerkve je znana po svoji bujni dekoraciji, značilni za lombardsko arhitekturo, pri čemer se vsak del okrašen z reliefi, intarzijami iz marmorja in kipi. Kiparja, ki sta delala na njej sta Cristoforo Mantegazza in Giovanni Antonio Amadeo osebno. Poleg uporabne kiparstva, je fasada sama bogato kiparsko obdelana zaradi kontrasta med bogato teksturo površine, oporniki, vodoravnimi venci in obokanimi odprtinami, od katerih so nekatere zasenčene, medtem ko so tiste v majhnih zvonastih zaključkih odprte v nebo.
Grobo končano opečno fasado je mogoče videti v freski Ambrogio Bergognoneja v apsidi desnega transepta, naslikane v 1492-1495 , ko se je delo na novi fasadi začelo, portret Gian Galeazzo Viscontija pa predaja model Certose Blaženi Devici Mariji. Njen profil, s streho na treh ravneh, primerjajo s stolnico sv. Janeza v Monzi in San Petronio v Bologni; arhitekti so tesno sodelovali na vseh treh projektih, Borlini pripisuje obliko prvotne fasade na Certosi Giacomu da Campioneju, ki je delal v Pavii, medtem ko je njegov stric Matteo delal v Monzi. 
Arhitekt Giovanni Solari je pri gradnji dvojne vrste arkad ob bokih cerkve spremenil svojo podobo. Po njegovi smrti ga je v Pavii nasledil sin Guiniforte Solari, a se je delo ustavilo z njegovo smrtjo leta 1478. 
Leta 1492 je gradnjo prevzel Gian Giacomo Dolce Buono, ki mu je pomagal na kraju samem, takrat zaseden s stolnico v Pavii in v Milanu in drugih cerkvah, njegov neločljivi sodelavec na obeh stolnicah, Giovanni Antonio Amadeo. V njunih rokah je bil projekt temeljito prenovljen.  Vključenih je bilo mnogo umetnikov. Portal v klasicističnem slogu je delo Benedetto Briosca (1501). Portik ima velik lok klasicistične oblike, ki počiva na parnih korintskih stebrih, ki je vsak povezan z močno modeliranim vencem na katerem stoji obok, konstrukcija izpeljana iz klasike, ki jo je uporabljal Brunelleschi, in tukaj dajejo krepak in presenetljiv učinek. Okras v bas-reliefu prikazuje zgodovino Certose. Nad osrednjim lokom je plitev balkon s tremi loki, nad katerimi se dviga osrednje okno.
Delo je bilo prekinjeno leta 1519, kot zaradi francoske okupacije Lombardije. Francoski vojaki so se utaborili okoli Certose. Oznake dela na fasadi kažejo, da se ni nadaljevalo do leta 1554, ko je bilo oblikovanje revidirano pod vodstvom Cristofora Lombarda, ki je odobril dokončanje fasade nad drugo arcado; tam so marmorne intarzije zamenjane z bogato kiparsko dekoracijo spodnjega območja. Nekatere končne skulpture je dodal Galeazzo Alessi. 

## Mali in veliki križni hodnik
Eleganten portal s skulpturami bratov Mantegazza in Giovanni Antonio Amadea, vodi od cerkve do malega križnega hodnika (v italijanščini: Chiostro Piccolo.) To je majhen vrt v centru. Najočitnejša značilnost je terakota dekoracija majhnih pilastrov, ki jih je izvedel Rinaldo de Stauris med 1463 in 1478. Nekatere arkade so okrašena s freskami Daniele Crespija, zdaj delno uničene. Omeniti je treba tudi lavabo iz poznega 14. stoletja v kamnu in terakoti, s prizori Jezusa z Samaritanko pri vodnjaku.
Podobne dekoracije so značilne tudi za veliki križni hodnik (italijansko: Chiostro Grande), ki meri okoli 125 x 100 metrov. Elegantne celice menihov so odprte na osrednji vrt. Arkade imajo stebre s plemenitimi okraski iz terakote, s tondami s portreti svetih prerokov in angelov, izmenično v belem in roza veronskem marmorju. Nekoč so bile tudi slike Vincenza Foppaa, ki pa so izginile.

## Slike
V glavni apsidi cerkve je Bergognonejeva freska, ki praznuje kronanje Marije med Francescom in Ludovicom Sforza. Druge freske s svetniki in preroki so naslikali lombardski umetniki, vključno mladi Bernardo Zenale.
Certosa ima več Bergognonejevih mojstrovin, vključno paneli sv. Ambroža (1490) in San Siro (1491) ter najpomembnejše Križanje (1490). Druga njegova dela so zdaj v drugih muzejih po Evropi.
Ostale slike v cerkvi so Sveti oče, panel Giovannija Battista Crespija, Il Morazzone, Guercino, Francesco Kairo in Daniele Crespi in ostanek  Peruginijevega poliptiha. Original Marije in svetniki, je zdaj razstavljen in razpršen med muzeji: edini del v Certosi je Bog Oče z angeli. Oznanjenje je izginilo; tri plošče, Marija z detetom, Sv. Mihael in Sv. Rafael s Tobiasom so na ogled v Narodni galeriji v Londonu.
V južnem transeptu je grobnica Gian Galeazzo Viscontija, izdelana med letoma 1494-1497, delo Giovannija Cristofora Romana in Benedetta Briosca, vendar končana šele 1562. V severnem transeptu je grobnica Ludovica Sforze, 7. milanskega vojvode in njegove žene Beatrice d'Este. Leta 1564 so nagrobne skulpture prinesli iz milanske cerkve Santa Maria delle Grazie, in veljajo za mojstrovino Cristofora Solarija.

## Vitraji in druga dela
Certosa ima pomembno zbirko obarvanih steklenih oken s karikaturami, ki so jih izdelali mojstri, ki so delovali v Lombardiji v 15. stoletju, vključno Zanetto Bugatto, Vincenzo Foppa, Bergognone in Hans Witz.
Obstaja precej okrasnih kiparskih del, kot so izrezljane lesene korne klopi, marmorne sprednje strani oltarja in bronast kandelaber Annibala Fontana. Znan je tudi oltar iz poznega 16. stoletja. Kripta zakristije vsebuje med drugimi zakladi, triptih iz slonovine in povodnega konja iz slonovine, delo Baldassare degli Embriachija, ki ju je daroval Gian Galeazzo Visconti.
Nova zakristija vsebuje cikel fresk bratov Sorri, ki spada v pozni sienski manierizem. Na stenah so slike avtorjev Francesco Cairo, Camilla Procaccini, il Passignano in Giulio Cesare Procaccini, medtem ko je oltarna slika iz 1524, ki so je začel slikati Andrea Solario, kasneje pa zaključil Bernardino Campi.
Znan je tudi refektorij, prvotno v času gradnje uporabljen kot cerkev, ki je ohranil fresko  Zadnje večerje Ottavia Semina iz 1567 in v oboku Marija z detetom in preroki,  Bergognoneja. V Foresteria ali Palazzo Ducale, zgrajeni v 17. stoletju pod vodstvom Francesco Maria Richinija, so freske in slike Vincenza in Bernardina Campija, Bartolomeo Montagna, Bergognoneja in Bernardino Luinija.

## Grobnice
- Ludovico Sforza
- Beatrice d'Este
- Gian Galeazzo Visconti
- Isabella, grofica Vertus